# Molukse monarch
De Molukse monarch (Symposiachrus bimaculatus; synoniem: Monarcha bimaculatus) is een zangvogel uit de familie Monarchidae (monarchen). De vogel werd in 1861 door George Robert Gray als Monarcha bimaculata geldig beschreven.

## Kenmerken
De vogel is 14 tot 16 cm lang en lijkt sterk op de brilmonarch S. trivirgatus, maar is minder okerkleurig bruin op de borst. De ondersoort S. b. diadematus is bijna geheel wit op borst en buik.

## Verspreiding en leefgebied
Deze soort is endemisch op de Molukken en telt drie ondersoorten:
- S. b. bimaculatus: Morotai, Halmahera en Batjan.
- S. b. diadematus: Bisa en Obi.
- S. b. nigrimentum: Seram, Ambon, Gorong en Watubela.

## Status
De Molukse monarch komt niet als aparte soort voor op de lijst van het IUCN, maar is daar een ondersoort van de brilmonarch (Symposiachrus trivirgatus).